# أصله عربي
أصله عربي هو ألبوم غنائي من نوع الراب من أداء الفنان أحمد مكي، صدر عام 2012 من إنتاج شركة birdeye وتوزيع شركة ميلودي ميوزك، يحتوي الألبوم على 10 أغاني بالإضافة إلى سكتش غنائي، قام أحمد مكي بكتابة كلمات الأغاني، أما الألحان والتوزيع فهي لشادي السعيد وآدم الشريف، وحقق الألبوم نجاح جماهيري واستقبال نقدي جيد.

## اسم الألبوم
أختار أحمد مكي أسم «اصله عربي» لشرح مسأل أن موسيقى الراب أنها عربية الأصل وليست غربية كما يظن كثيرون منوهًا أن تلك المعلومات التي يكشف عنها في الألبوم كانت سببًا مباشرًا في اختياره عنوان الألبوم، وقال مكي إن ألبومه يتضمن شرحًا صوتيًا لأصول موسيقى الراب.

## أغاني الألبوم
أحتوى الألبوم على 10 أغاني وهم:
| - أصله عربي - قطر الحياة - أيام زمان - حلة محشي - ميه ميه كانت هتفرق - منطقتي، التي يشارك في غنائها المطرب أحمد سعد. | - طرقت بابك، شارك في غنائها المطرب مصطفي النجدي - الحاسه السابعه - مؤخره - مقدمه - الراب يا بشر |

## الأستقبال
حظي الألبوم باستقبال جماهير كبير وناجح، حيث أن أغنية قطر الحياة وهي الأغنية المصورة في الألبوم حققت نجاحا كبيرا تجاوز 4 ملايين مشاهدة خلال فترة قصيرة. 
حظي الألبوم باستقبال نقدي جيد، حيث أشاد العديد من الإعلاميين بالألبوم على تناوله موضوعات جريئة وجديدة ومختلفة عن التي يتم تقديمها في الأغاني الأخرى التي تتحدث عن الحب والهجر والموضوعات التقليدية.
حيث ناقشت الأغاني أمور كثيرة عن الأمل والحلم والوطن، كما تناول الألبوم مواضيع عن المناطق التي نعيش فيها ومدى تأثرها على تكوين شخصية كل منا، وعن الإدمان والمخدرات، بالإضافة لأمور اجتماعية وبعض الأعمال التي تحدثت عن الأعمال الفنية التي تأثرنا بها في الصغر وحتى الآن، وجميعها تم تقبلها لأنها بالفعل داخل كل منا.

## وصلات خارجية
- ألبوم اصله عربي على موقع موالي
- القناة الرسمية لأحمد مكي على يوتيوب